# Петрешть (Бакеу)
Петрешть, Петрешті (рум. Petrești) — село у повіті Бакеу в Румунії. Входить до складу комуни Пинчешть.
Село розташоване на відстані 230 км на північ від Бухареста, 24 км на південний схід від Бакеу, 92 км на південний захід від Ясс, 128 км на північний захід від Галаца, 141 км на північний схід від Брашова.

## Населення
За даними перепису населення 2002 року у селі проживали 744 особи, з них 742 особи (99,7%) румунів. Усі жителі села рідною мовою назвали румунську.